# 早田駅
早田駅（そうでんえき）は、岐阜県岐阜市山吹町にあった名古屋鉄道岐阜市内線の停留場である。

## 歴史
早田から伸びる鉄道路線を計画したのは、名鉄揖斐線の前身である岐北軽便鉄道であった。同社は1912年（明治45年）に早田から北方までの免許を取得し、1914年（大正2年）に忠節駅から北方に至る路線を開業した。岐北軽便鉄道はこの後岐阜市内線の前身である美濃電気軌道に合併され、この路線も同社のものとなるが、岐阜市内と同線を結ぶ路線が存在しなかったため、1925年（大正14年）に路面電車が徹明町駅から順次忠節橋の南詰まで延伸された。このときに置かれた終着駅が忠節橋駅（ちゅうせつばしえき、岐阜駅前駅起点2.9 km）である。忠節駅とは忠節橋を渡る徒歩連絡であった。
戦後の1948年（昭和23年）に忠節橋が架け替えられると、岐阜市内線も橋を渡って0.3 km延伸され、忠節橋駅は移転し新しい駅舎が開業した。この移転した2代目忠節橋駅が後の早田駅である。停留場名が早田に改称するのは1954年（昭和29年）のことであった。これに前後して岐阜市内線は忠節駅まで延伸し、揖斐線との接続を果たしている。
1954年の駅名改称により忠節橋の駅名を持つ駅はいったん消滅したが、1955年（昭和30年）に岐阜駅前駅起点3.1 kmの地点で忠節橋駅が再開業する。しかし通算3代目となるこの忠節橋駅も1968年（昭和43年）に廃止され、以後は早田駅のみが存続する。ただそれも2005年（平成17年）の岐阜市内線の廃線と同時に廃駅となった。
- 1925年（大正14年）12月11日 - 美濃電気軌道市内線の千手堂 - 忠節橋間の開通と同時に忠節橋駅が開業（初代）[1]。
- 1930年（昭和5年）8月20日 - 美濃電気軌道が名古屋鉄道に合併。同社の岐阜市内線の停留場となる[5]。
- 1946年（昭和21年）4月30日 - 空襲で焼失した忠節橋駅舎が復旧[1]。
- 1948年（昭和23年）8月1日 - 忠節橋の架け替えにより移転。忠節橋駅が開業（2代目）[1]。初代忠節橋駅は廃止[3]。
- 1953年（昭和28年）7月1日 - 岐阜市内線の当停留場 - 忠節間が延伸[5]。
- 1954年（昭和29年）12月21日 - 2代目忠節橋駅が移転し早田駅と改称[1]。
- 1955年（昭和30年）
  - 4月5日 - 早田駅が移転[1]。
  - 9月18日 - 忠節橋駅が営業再開（3代目）[1]。
- 1968年（昭和43年）4月15日 - 3代目忠節橋駅廃止[1]。
- 2005年（平成17年）4月1日 - 岐阜市内線の廃線に伴い廃止[3]。

## 停留場構造
相対式2面2線の乗り場を持っていた。ただし道路との併用軌道上で、安全地帯はなく、「グリーンベルト」と称して路面を緑色に塗装してあるだけだった。

### 配線図
| ← 忠節方面 | 早田駅 構内配線略図 | → 千手堂方面 |
| 凡例 出典: |                     |              |

## 停留場周辺
- 長良川
- 忠節橋
- 岐阜乗合自動車（岐阜バス）「忠節橋」停留所

## 隣の停留場
名古屋鉄道
岐阜市内線
西野町駅 - 早田駅 - 忠節駅